# Manuel António dos Santos
Manuel António dos Santos (ur. 5 grudnia 1943 w Mirandeli) – portugalski polityk i ekonomista, wieloletni poseł krajowy, eurodeputowany V, VI i VIII kadencji.

## Życiorys
Ukończył ekonomię na Uniwersytecie w Porto (1968), odbył podyplomowe studia w zakresie zarządzania. Pełnił różne funkcje w prywatnych przedsiębiorstwach, w 1999 był przewodniczącym prezydium izby biegłych rewidentów.
W 1975 wszedł w skład krajowego kierownictwa Partii Socjalistycznej (PS). Był radnym miejskim przez kilka kadencji, a w latach 1980–2001 posłem do Zgromadzenia Republiki. W połowie lat 90. krótko zajmował stanowisko sekretarza stanu ds. handlu.
W 2001 objął mandat posła do Parlamentu Europejskiego z ramienia PS, w 2004 z powodzeniem ubiegał się o reelekcję. Od kwietnia 2005 do lipca 2009 był wiceprzewodniczącym Europarlamentu, należał do grupy socjalistycznej, pracował m.in. w Komisji Gospodarczej i Monetarnej. W czerwcu 2016 ponownie został europosłem, obejmując w trakcie VIII kadencji mandat zwolniony przez Elisę Ferreirę.